# Argema rosenbergii
Argema rosenbergii är en fjärilsart som beskrevs av Johann Jakob Kaup 1866. Argema rosenbergii ingår i släktet Argema och familjen påfågelsspinnare. Inga underarter finns listade i Catalogue of Life.